# 1074
سنة 1074 كانت سنة بسيطة تبدأ يوم الأربعاء (الرابط يظهر نموذج التقويم الكامل للسنة) من التقويم اليولياني.

## مواليد
- المستعلي بالله

## وفيات
- ابن وافد طبيب عربي مسلم
- هنري من بورغندي